# Pigment fotosintètic
Un pigment fotosintètic (pigment auxiliar; pigment del cloroplast; pigment antena) és un pigment que està present als cloroplasts o bacteris fotosintètics i captura l'energia de la llum necessària per a la fotosíntesi.

## Plantes
Les plantes verdes tenen sis pigments fotosintètics estretament relacionats (en ordre de polaritat incrementada):
- Carotè – un pigment taronja
- Xantòfil·la – un pigment groc
- Feofitina a[1] - un pigment marró grisenc
- Feofitina b[1] - un pigment marró groguenc
- Clorofil·la a – un pigment verd blavenc
- Clorofil·la ''b'' - un pigment verd groguenc

La clorofil·la a és el més comú dels sis pigments, està present en tota planta que faci la fotosíntesi. Cap dels pigments absorbeix bé en la regió de la llum groga-verda i per això en la natura hi abunda el color verd.

## Bacteris
Com les plantes els cianobacteris fan servir aigua com a donador d'electrons per a la fotosíntesi i, per tant, alliberen oxigen; també ells utilitzen la clorofil·la a com a pigment. A més la majoria de cianobacteris usen ficobiliproteïna, que són pigments solubles en aigua que es troben al citoplasma del cloroplast, per capturar energia de la llum. Es creu que els cloroplasts de les plantes i les algues han evolucionat a partir dels cianobacteris.
Altres grups de bacteris usen pigments de bacterioclorofil·la per la fotosíntesi. Al contrari que els cianobacteris aquests bacteris no produeixen oxigen i típicament fan servir sulfur d'hidrogen en lloc de l'aigua com donador d'electrons.
Recentment un pigment molt diferent s'ha trobat en alguns γ-proteobacteris: la proteorodopsina. És similar a la bacteriorhodopsina dels archaea.

## Algues
Les algues verdes, les vermelles i els glaucòfites usen la clorofil·la. Les algues vermelles i glaucòfites també usen ficobiliproteïna, però les algues verdes no ho fan.

## Archaea
Els halobacteris usen el pigment bacteriorodopsina que actua com a bomba de protons quan s'exposen a la llum.